# Bodyguard (canção de Bee Gees)
"Bodyguard" é uma canção dos Bee Gees lançada como single apenas nos Estados Unidos e no Canadá em 1990. Ficou entre as dez melhores nas paradas de música adulta contemporânea em ambos os países.

## Histórico

Robin e Maurice Gibb no videoclipe.

A canção foi composta em 1988, gravada em dezembro do mesmo ano e publicada em 16 de dezembro. Possui vocais principais de Robin Gibb (estrofes) e Barry Gibb (na ponte para o refrão).
A letra trata de uma pessoa tentando convencer outra a não terminar o relacionamento, mas continuar com ela; o pedido culmina num refrão que diz, em sentido conotativo: "Deixa-me ser teu guarda costas".
Um videoclipe foi feito para promover a canção. Mas, quando enviado às emissoras de televisão, foi considerado muito explícito para ser exibido, então foi editado para ganhar airplay. Nesta versão, aparecem cenas dos Bee Gees cantando num fundo preto intercaladas com outras de bailarinos dançando lambada e de casais fazendo sexo.
Com a promoção feita nos dois países onde foi lançada, alcançou pouco: no Canadá, não ficou entre as 40 melhores da semana, e nos EUA, sequer entrou na Billboard Hot 100; apesar disto, ganhou bom airplay nos dois países e entrou nas respectivas paradas de canções adultas contemporâneas, ficando entre as dez melhores da semana.

## Lista de faixas
Fita cassete (WB 9 19997-4)
Todas as faixas escritas e compostas por B., R. & M. Gibb. 
| Lado A |                    |         |  |
| N.º    | Título             | Duração |  |
| 1.     | "Bodyguard" (Edit) | 4:19    |  |

| Lado B         |                                     |         |  |
| N.º            | Título                              | Duração |  |
| 2.             | "Will You Ever Let Me" (LP Version) | 5:57    |  |
| Duração total: | Duração total:                      | 10:16   |  |

CD promocional enviado às rádios (WB PRO-CD-3905)
| N.º            | Título                   | Duração |  |
| 1.             | "Bodyguard" (Edit)       | 4:15    |  |
| 2.             | "Bodyguard" (LP Version) | 5:20    |  |
| Duração total: | Duração total:           | 09:35   |  |

## Ficha técnica
Fonte:
- Barry Gibb — vocal, guitarra, produção
- Robin Gibb — vocal, produção
- Maurice Gibb — vocal, teclados, sintetizador, guitarra, produção
- Peter-John Vettese — teclados, sintetizador
- Tim Cansfield — guitarra
- Nathan East — baixo
- Steve Ferrone — bateria
- Scott Glasel — programação, engenharia de áudio
- Brian Tench — engenharia de áudio, produção

## Posições nas paradas
| País                                                     | Posição |
| -------------------------------------------------------- | ------- |
| Canadá — RPM Top Singles                                 | 48      |
| Canadá — RPM Adult Contemporary                          | 5       |
| Estados Unidos — Billboard Hot Adult Contemporary Tracks | 9       |